# Яйцева змія Медічі
Яйцева змія Медічі (Dasypeltis medici) — неотруйна змія з роду яйцевих змій родини вужеві. Має 2 підвиди. Інша назва «східноафриканський яйцеїд».

## Опис
Загальна довжина коливається від 50 см до 1 м. Тулуб циліндричний, шийне перехоплення практично не виражене, голова коротка із заокругленим носовим відділом, очі великі. Забарвлення дуже мінливе, різних відтінків рожевого, помаранчевого, червоного, сірого, коричневого кольорів. Деякі особини забарвлені однотонно, в інших спостерігається темна смуга уздовж хребта, яка переривається білими плямами, а на шиї малюнок з декількох V-подібних ліній.

## Спосіб життя
Полюбляє савани, високотравні луки, чагарники, рівнинні та гірські ліси. Веде напівдеревний спосіб життя, забираючись на дерева та чагарники. Харчується пташиними яйцями.
Яйцекладна змія. Самка відкладає до 15 яєць.

## Розповсюдження
Африканський ендемік. Мешкає на південному сході Африки від південної Кенії уздовж узбережжя до півночі Південно-Африканської Республіки, вглиб материка до Малаві й східного Зімбабве. 

## Підвиди
- Dasypeltis medici lamuensis
- Dasypeltis medici medici